# Conover (Wisconsin)
Conover è un comune degli Stati Uniti, situato in Wisconsin, nella Contea di Vilas.